# Amissidens
Amissidens is een monotypisch geslacht van straalvinnige vissen uit de familie van christusvissen (Ariidae).

## Soort
- Amissidens hainesi (Kailola, 2000)